# Stizocera poeyi
Stizocera poeyi är en skalbaggsart som först beskrevs av Louis Alexandre Auguste Chevrolat 1838. Stizocera poeyi ingår i släktet Stizocera och familjen långhorningar.
Artens utbredningsområde är:
- Kuba.
- Panama.
- Venezuela.

Inga underarter finns listade i Catalogue of Life.